# Leptoderris reygaertii
Leptoderris reygaertii är en ärtväxtart som beskrevs av De Wild. Leptoderris reygaertii ingår i släktet Leptoderris och familjen ärtväxter. Inga underarter finns listade i Catalogue of Life.